# Ngụy biện người rơm
Lập luận người rơm (straw man) là một dạng ngụy biện phi hình thức (informal fallacy), nó tạo nên ấn tượng rằng đã bác bỏ một lập luận, trong khi trọng tâm thực sự của lập luận đó không được giải quyết mà được thay thế bằng một lập luận sai. Người đưa ra lập luận kiểu này được coi là "tấn công người rơm" (attacking the strawman). 
Một lập luận người rơm điển hình tạo ra ảo tưởng rằng đã bác bỏ hay đánh bại hoàn toàn luận điểm của đối phương. Cách làm ở đây là thay thế nó [luận điểm của đối phương] bằng một luận điểm khác (tức "dựng lên một người rơm" - stand up a straw man) và bác bỏ luận điểm sai này ("hạ gục người rơm" - knock down a straw man) thay vì bác bỏ chính luận điểm đó.  Lập luận người rơm đã được sử dụng xuyên suốt lịch sử trong các cuộc tranh luận, đặc biệt về các chủ đề mang nặng yếu tố cảm xúc.

## Cấu trúc
Ngụy biện người rơm thường có cấu trúc lập luận tổng quát như sau:
1. Người thứ nhất đưa ra luận điểm X.
2. Người thứ hai lập luận chống lại luận điểm Y tưởng chừng tương tự với luận điểm X trên, như thể lập luận chống lại luận điểm Y đương nhiên sẽ chống lại luận điểm X, nhưng thực ra thì không.

Kiểu lập luận này là một dạng ngụy biện về tính xác đáng (fallacy of relevance): nó thất bại trong giải quyết luận điểm được đưa ra bằng cách diễn giải sai luận điểm đối lập đó.
Ví dụ:
- Trích dẫn lời nói của người khác bên ngoài bối cảnh - ví dụ, chọn những lời nói diễn đạt sai ý định của đối phương (xem ngụy biện trích dẫn ngoài bối cảnh - fallacy of quoting out of context).[3]
- Giới thiệu một người bảo vệ một quan điểm nào đó một cách tệ hại như thể tất cả những người bảo vệ quan điểm này đều như thế, sau đó phủ nhận lập luận của người đó - do đó tạo cảm giác rằng tất cả những người giữ quan điểm đó (và do đó ngay chính quan điểm đó) đã bị đánh bại.[2]
- Giản lược hóa quá mức luận điểm của đối thủ, sau đó tấn công luận điểm đã bị giản lược hóa này.
- Cường điệu hóa luận điểm của đối thủ, sau đó tấn công luận điểm đã bị cường điệu hóa này.

## Ví dụ

#### Ví dụ 1:
Trong một hội thoại thường ngày:
- Mai: Tắm nước từ vòi hoa sen là có lợi cho sức khỏe.
- Tuấn: Nhưng nước nóng có thể làm hỏng da của em.

Tuấn đã bác bỏ một lập luận không tồn tại: Tắm nước siêu nóng từ vòi hoa sen là có lợi cho sức khỏe. Và vì một lập luận như thế rõ ràng là sai, Mai có thể tin rằng cô ấy sai vì những gì Tuấn nói rõ ràng là đúng. Nhưng lập luận thực sự của cô ấy đã không bị bác bỏ, vì cô ấy không nói bất cứ điều gì về nhiệt độ nước. 
- Mai: Em không nói gì về việc tắm nước siêu nóng từ vòi hoa sen.

Mai nhận ra thủ thuật này và tự bảo vệ lập luận của mình. 

#### Ví dụ 2:
Các lập luận người rơm thường nảy sinh trong các tranh luận công khai, chẳng hạn như cuộc tranh luận về luật cấm (giả định):
- A: Chúng ta nên nới lỏng luật về bia rượu.
- B: Không, bất cứ xã hội nào không hạn chế với đồ uống có cồn đều đánh mất đạo đức làm việc và chỉ biết thỏa mãn những ham muốn tức thì.

Đề xuất ban đầu là nới lỏng luật về bia rượu. Người B đã hiểu sai/trình bày sai đề xuất này bằng cách trả lời nó như thể nó là "bỏ hoàn toàn hạn chế với đồ uống có cồn". Đây là một ngụy biện về logic, vì Người A không bao giờ ủng hộ việc bỏ đi hoàn toàn hạn chế với rượu bia (đây đồng thời cũng là một lập luận slippery slope).

#### Ví dụ 3:
Một tình huống khác:

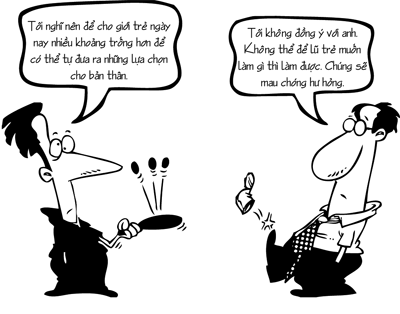

- A: Tôi nghĩ nên để cho giới trẻ ngày nay nhiều khoảng trống hơn để có thể tự đưa ra những lựa chọn cho bản thân.
- B: Tôi không đồng ý với anh. Không thể để lũ trẻ muốn làm gì thì làm được. Chúng sẽ mau chóng hư hỏng.

Ở đây, lập luận đầu tiên của người A là: “Cho giới trẻ nhiều khoảng trống hơn để tự lựa chọn.”
Lập luận của người B là: “Không thể để lũ trẻ thích làm gì thì làm.”
Lập luận của người B bóp méo lập luận của người A và biến nó thành một lập luận sai. Tất nhiên chúng ta không thể để lũ trẻ thích làm gì thì làm, nhưng đó không phải là lập luận của người A. 